# Calliptamus barbarus
Criquet de barbarie
Espèce
Calliptamus barbarus, le Criquet de barbarie, est une espèce de criquets de la famille des Acrididae. On la trouve dans le Paléarctique .  

## Morphologie
Très proche de Calliptamus italicus, il faut observer la face interne des fémurs postérieurs et observer la forme des pénis pour les distinguer

## Liste des sous-espèces
- Calliptamus barbarus barbarus (Costa, 1836)
- Calliptamus barbarus cephalotes Fischer von Waldheim, 1846
- Calliptamus barbarus palaestinensis Ramme, 1930
- Calliptamus barbarus pallidipes Chopard, 1943